# Grandes Éxitos
Grandes Éxitos is een verzamelalbum uit 2002 van de Colombiaanse popzangeres Shakira. Deze cd bestaat puur uit haar Spaanstalige nummers, daarbij dus de Engelstalige weglatend. De tracks op dit album zijn samengesteld uit haar vier eerste albums: Pies Descalzos, ¿Dónde Están los Ladrones?, MTV Unplugged (Shakira) en Laundry Service
De tweede cd is eigenlijk een multimedia DVD, met onder meer de hit "Suerte".

## Track listing
- Disc 1

1. "Estoy aquí" (Ochoa, Shakira) - 3:53
2. "Antología" (Ochoa, Shakira) - 4:11
3. "Un poco de amor" (Ochoa, Shakira) - 4:00
4. "¿Dónde estás corazón?" (Ochoa, Shakira) - 3:53
5. "Que me quedes tú" (Ochoa, Shakira) - 4:49
6. "Ciega, sordomuda" (Estéfano, Shakira) - 4:29
7. "Si te vas" (Ochoa, Shakira) - 3:31
8. "No creo" (MTV Unplugged) (Ochoa, Shakira) - 4:14
9. "Inevitable" (Ochoa, Shakira) - 3:15
10. "Ojos así" (Florez, Garza, Shakira) - 3:59
11. "Suerte" ("Whenever, Wherever") (Mitchell, Shakira) - 3:16
12. "Te aviso, te anuncio" ("Tango") (Shakira) - 3:46
13. "Tú" (MTV Unplugged) (O'Brien, Shakira) - 4:52
14. "¿Dónde están los ladrones?" (MTV Unplugged) (Ochoa, Shakira) - 3:29
15. "Moscas en la casa" (Shakira) - 3:31

- Disc 2

1. "Suerte" ("Whenever, Wherever") (Mitchell, Shakira) - 3:20 (multimedia track)
2. Wallpaper (multimedia)
3. Screensaver 1 (multimedia)
4. Screensaver 2 (multimedia)